# 뜀토끼속
뜀토끼속(Pedetes)은 설치류 속의 하나이다. 뜀토끼과의 유일속으로 2종이 남아프리카와 동아프리카에 걸쳐 분포한다.

## 하위 종
현존하는 2종으로 이루어져 있다.
- 남아프리카뜀토끼 또는 날쥐 (Pedetes capensis)
- 동아프리카뜀토끼 (Pedetes surdaster)
- † Pedetes laetoliensis (Davies, 1987)[1]

20세기 전체에 걸쳐, 현존 종들은 남아프리카뜀토끼(P. capensis)로 통합(선사시대에 한 종)되어 단형 속이 만들어졌다.

## 생태
뜀토끼류는 일반적으로 야행성 동물이며, 낮에는 자신이 파는 굴 속에서 잠을 잔다. 식물 잎과 뿌리 그리거 기타 식물에서 먹이를 구하며, 절지동물을 먹기도 한다. 굴 바깥에서는 뒷발을 통해 뜀을 뛰며 움직이곤 한다.
뜀토기류가 한 종만이 알려져 있을 때, 1996년 국제 자연 보전 연맹(IUCN)이 이전 10년 동안 개체수가 20% 감소했기 때문에 멸종취약종으로 분류했다. 개체수 감소는 사냥과 서식지 감소가 격심했기 때문이다. 그러나 이제는 개체수가 안정되어, 두 종 모두 관심대상종으로 분류하고 있다.

## 같이 보기
- 노토미스속
- 애기캥거루생쥐속
- 주머니뛰는쥐